# Las tortugas ninja (película)
Teenage Mutant Ninja Turtles (Las Tortugas Ninja en español) es una película estadounidense de acción y aventuras de 1990 basada en la popular serie de televisión y cómic homónimos.
En el año de su lanzamiento Las tortugas ninja fue un film inmensamente exitoso, recaudando más de 135 millones de dólares solo en taquilla. Desde entonces la cinta fue el filme independiente más taquillero de todos los tiempos, hasta que The Blair Witch Project lo superó 9 años después.

## Argumento
La audaz reportera April O'Neil (interpretada por Judith Hoag) investiga la aparición de una secta llamada "El Clan del Pie", una organización criminal cuyos integrantes son enmascarados especialistas en artes marciales armas blancas al estilo ninja y dirigidos por una misteriosa figura llamada Shredder, sin embargo nadie apoya sus investigaciones ya que creen que solo se trata de una leyenda urbana. Una noche, al ser atacada por maleantes, recibe la inesperada ayuda de cuatro anónimos peleadores que provistos de armas blancas la rescatan y huyen antes que pueda verlos claramente, sin embargo uno de ellos no logra recuperar uno de sus sai antes de retirarse y la reportera lo guarda como evidencia.
Los cuatro peleadores resultan ser cuatro tortugas antropomórficas que viven en el drenaje junto a Splinter, un anciano roedor con una oreja cortada que los ha criado como sus hijos. Esa noche debía ser su primera incursión en la superficie, por ello Raphael, se siente frustrado por haber perdido una de sus armas, cosa que le trae conflictos con Leonardo, su estricto hermano y líder del cuarteto. Molesto, Raphael se disfraza y abandona las cloacas para salir a desahogarse peleando contra asaltantes de poca monta, allí conoce a Casey Jones (Elias Koteas), un justiciero de la calle que usa equipos deportivos como armas para combatir al crimen, ambos se trenzan en una pelea que queda inconclusa para molestia de la tortuga.
Cuando April es nuevamente atacada Raphael logra recuperar su sai y protegerla, pero al verla en mal estado decide arriesgarse y llevarla a su hogar en el drenaje. Allí conoce a Splinter y Leonardo junto a sus otros dos hermanos Donatello y Michelangelo. Una vez que logra calmarse y asimilar la situación Splinter decide contarle su origen.
La historia que relata Splinter comienza con el asesinato de su dueño, Hamato Yoshi. Este era un maestro de ninjutsu, en Japón, odiado por el segundo mejor maestro, Oroku Saki, ya que ambos estaban enamorados de la misma mujer. Sin embargo, ella, llamada Tai Shin, amaba solamente a Yoshi y lo convenció de huir con él a Nueva York donde se empleó como obrero y ambos vivieron como una pareja humilde pero feliz. Sin embargo, Oroku Saki juró venganza y un día, mientras Yoshi estaba ausente, asesinó a Tai Shin y lo atacó a traición cuando regresó, matándolo de un golpe con su espada. Splinter en ese entonces era una rata ordinaria y la mascota de Yoshi, a quien amaba como a un padre y aunque parecía una rata ordinaria, era notablemente inteligente y había aprendido el arte del ninjutsu al imitar los movimientos que su dueño practicaba a diario junto a su jaula, la cual se rompió a causa del mismo ataque con que Saki asesinó a Yoshi, por lo que Splinter al quedar libre saltó furioso sobre Oroku Saki y atacó su rostro logrando desfigurar su cara con sus garras y dientes. Sin embargo, éste, con un movimiento de su espada, le arranca un trozo de la oreja, tras lo cual abandona la escena del crimen.
Splinter quedó solo y sin hogar, vagando por las cloacas y comiendo lo que podía encontrar. Hasta que un día descubrió un frasco de vidrio roto que contenía un líquido color verde brillante, sobre el cual vio a cuatro pequeñas tortugas. Splinter las guardó en un frasco vacío de café, pero al hacerlo él también quedó impregnado del extraño líquido. A la postre, descubrió que sus cuerpos mutaban hacia una forma humanoide, mientras que la mente y personalidad de los cinco evolucionaba acorde. Al ver el tremendo potencial de sus tortugas, decidió criarlas y entrenarlas en las artes marciales. Para diferenciarlas entre sí, les llamó como sus maestros favoritos del Renacimiento: Michelangelo, Leonardo, Donatello y Rafael.
En paralelo el Clan del pie resulta ser real y están molestos porque las intervenciones de las tortugas entorpecen sus actividades, por ello Shredder ordena que sean localizadas y exterminadas. Danny Pennington, delincuente juvenil e hijo del jefe de April, se ha integrado al Clan y  revela a Shredder que la reportera es amiga de ellos, por lo envía a sus hombres a vigilar su departamento.
Esa noche Rafael, estando de visita con los demás en casa de April, discute con Leonardo y va al techo donde es emboscado por los miembros del clan, quienes lo golpean hasta casi matarlo y posteriormente atacan al resto en el departamento. Casey, quien vio desde lejos el ataque a Rafael se une a la pelea contra el Clan y ayuda a las tortugas a huir con April y el moribundo Rafael, pero ninguno puede evitar que Splinter caiga en la pelea. Tras huir de la ciudad se esconden en una casa en el campo donde tras muchos días en estado de gravedad Rafael se recupera, aunque todos están convencidos de que Splinter ha muerto. 
Un día mientras Leonardo medita, logra por un instante contactar mentalmente a Splinter, quien es prisionero del clan. Esa noche los cuatro hermanos meditan juntos hasta lograr un trance que permite a Splinter proyectarse extracorporalmente ante ellos para felicitarlos, ya que este acto revelaba no sólo que habían dominado el ninjutsu hasta la maestría, sino que el amor fraternal entre sí y hacia él les daba un poder incomparable, tras decirles que los amaba y veía como sus hijos se despide y desaparece. Los cuatro, comprendiendo que Splinter aún vivía e inspirados por sus palabras, deciden regresar a la ciudad.
Casey se infiltra en el escondite del Clan, enfrenta y derrota a la mano derecha de Shredder; tras esto recrimina a todos los chicos que se han unido al clan haciéndoles ver que no hay verdaderos lazos ni un futuro para ellos en esa vida. Splinter, que aún se encuentra prisionero del clan, es constantemente visitado por Danny, a quien el anciano aconseja e intenta hacer reflexionar. Por ello cuando Shredder da la orden que sea asesinado el joven ayuda a Casey a liberarlo y huir. 
Las tortugas atacan al clan y aunque sin dificultad acaban con los hombres y su segundo al mando, cuando Shredder entra en acción ni siquiera los cuatro juntos son capaces de enfrentarlo y en el techo de un edificio son derrotados una y otra vez. Cuando Shredder se dispone a asesinar a Leonardo se presenta Splinter a desafiarlo, revelando que él era la mascota de Yoshi y que Shredder es en realidad Oroku; al ver a la criatura que desfiguró su rostro, lo ataca sin pensar pero el anciano lo supera abrumadoramente en habilidad y con un solo movimiento lo pone a colgar al vacío, negligentemente Shredder prefiere intentar apuñalarlo a traición pero con esto solo logra caer a la calle dentro de un camión de basura, Casey activa el compactador de basura y se puede ver como su casco es aplastado por la prensa.
La película acaba cuando los jóvenes exintegrantes del clan cooperan con la policía para desbaratar la banda, las tortugas se reúnen con su maestro y April inicia una relación con Casey.

## Reparto
| Personaje             | Voz en inglés (EE. UU.) | Voz en español (México/Hispanoamérica) (Versión VHS) | Voz en español (México/Hispanoamérica) (Versión TV) | Voz en español (España) (Versión Cine) | Voz en español (España) (Versión Vídeo) |
| --------------------- | ----------------------- | ---------------------------------------------------- | --------------------------------------------------- | -------------------------------------- | --------------------------------------- |
| Michelangelo          | Robbie Rist             | Jorge Roig                                           | Martín Soto                                         | Daniel García                          | Aleix Estadella                         |
| Raphael               | Josh Pais               | Jorge Santos                                         | Yamil Atala                                         | Jordi Ribes                            | Carlos di Blasi                         |
| Donatello             | Corey Feldman           | Gustavo Melgarejo                                    | César Arias                                         | Luis Posada                            | Albert Segarra Trifol                   |
| Leonardo              | Brian Tochi             | Luis Alfonso Mendoza                                 | Jesús Barrero                                       | Javier Roldán                          | Ángel de Gracia                         |
| Splinter              | Kevin Clash             | Alejandro Villeli                                    | Salvador Delgado                                    | Francisco Garriga                      | Alberto Trifol                          |
| April O'Neil          | Judith Hoag             | Mónica Manjarrez                                     |                                                     | Rosa María Hernández                   | Joël Mulachs                            |
| Casey Jones           | Elias Koteas            | Guillermo Sauceda                                    | Mario Castañeda                                     | Antonio Lara                           | Oriol Rafael                            |
| Shredder / Oroko Saki | James Saito             | Herman López                                         |                                                     | Jesús Ferrer                           |                                         |
| Tatsu                 | Toshirô Obata           | Miguel Ángel Ghigliazza                              |                                                     | Miguel Ángel Jenner                    |                                         |
| Danny Pennington      | Michael Turney          | Jorge Roig Jr.                                       |                                                     | Jordi Pons                             | David Jenner                            |
| Charles Pennington    | Jay Patterson           | Martin Soto                                          |                                                     | Manolo García                          | Juan Carlos Gustems                     |
| Jefe Sterns           | Raymond Serra           | Bernardo Ezeta                                       |                                                     | Pepe Mediavilla                        | Domenech Farell                         |
| Head Thug             | Sam Rockwell            | Adrián Fogarty Bardo Miranda                         |                                                     | Sergio Zamora                          | Roger Isasi-Isasmendi                   |
| June                  | Kitty Fitzgibbon        | Rocío Garcel                                         |                                                     | Toni Avilés                            |                                         |

## Producción
Aunque la película está ambientada totalmente en Nueva York, los exteriores se rodaron durante 4 días en la ciudad, los cual es un porcentaje muy pequeño del total de la película. La mayor parte de los interiores y exteriores de muchas tomas fueron filmadas en Wilginton, Carolina del Norte.
La idea del director, Steve Barron, era que la película tuviera un tono oscuro y áspero. Los ejecutivos de Golden Harvest estaban muy preocupados por esto, ya que decían que sería "demasiado oscura", y pensaban que sería mejor para los niños que la cinta fuera más colorida y brillante, como ocurrió posteriormente en Las Tortugas Ninja II.
En un principio, el flashback en el que Splinter cuenta la historia de Hamato Yoshi y Oroku Saki iba a ser más fiel al cómic original, ya que la rivalidad por el amor de Tang Shen iba a ser con Nagi, el hermano mayor de Saki, al que Yoshi mataba para defender a su esposa, provocando la venganza de Shredder contra ambos. Sin embargo, al final se decidió prescindir de Nagi y fusionar su historia con la de Saki para hacer más malvado a Shredder. En la novelización de la película sí se mantiene esa versión original de la historia.

## Fechas de Estreno Mundial
| País                                                                          | Fecha de estreno                  |
| ----------------------------------------------------------------------------- | --------------------------------- |
| Alemania                                                                      | Jueves 13 de diciembre de 1990    |
| Argentina                                                                     | Martes 25 de diciembre de 1990    |
| Australia                                                                     | Jueves 2 de agosto de 1990        |
| Austria                                                                       | Viernes 14 de diciembre de 1990   |
| Bélgica                                                                       | Miércoles 5 de diciembre de 1990  |
| Belice · Costa Rica · El Salvador · Guatemala · Honduras · Nicaragua · Panamá | Viernes 13 de julio de 1990       |
| Bolivia                                                                       | Martes 23 de abril de 1991        |
| Brasil                                                                        | Viernes 21 de septiembre de 1990  |
| Chile                                                                         | Viernes 12 de julio de 1991       |
| Colombia                                                                      | Miércoles 21 de noviembre de 1990 |
| Corea del Sur                                                                 | Sábado 14 de julio de 1990        |
| Dinamarca                                                                     | Miércoles 26 de diciembre de 1990 |
| Ecuador                                                                       | Miércoles 14 de noviembre de 1990 |
| Egipto                                                                        | Lunes 2 de septiembre de 1991     |
| España                                                                        | Viernes 30 de noviembre de 1990   |
| Estados Unidos · Canadá                                                       | Viernes 30 de marzo de 1990       |
| Filipinas                                                                     | Miércoles 22 de agosto de 1990    |
| Finlandia                                                                     | Jueves 6 de diciembre de 1990     |
| Francia                                                                       | Miércoles 12 de diciembre de 1990 |

| País                         | Fecha de estreno                |
| ---------------------------- | ------------------------------- |
| Grecia                       | Viernes 21 de diciembre de 1990 |
| Hong Kong                    | Jueves 9 de agosto de 1990      |
| Hungría                      | Jueves 28 de marzo de 1991      |
| Israel                       | Viernes 20 de julio de 1990     |
| Italia                       | Viernes 14 de diciembre de 1990 |
| Jamaica                      | Miércoles 8 de agosto de 1990   |
| Japón                        | Sábado 23 de marzo de 1991      |
| Malasia                      | Miércoles 9 de mayo de 1990     |
| México                       | Jueves 2 de agosto de 1990      |
| Noruega                      | Jueves 20 de diciembre de 1990  |
| Nueva Zelanda                | Viernes 11 de enero de 1991     |
| Países Bajos                 | Jueves 7 de febrero de 1991     |
| Perú                         | Jueves 20 de diciembre de 1990  |
| Portugal                     | Viernes 21 de diciembre de 1990 |
| Puerto Rico                  | Jueves 3 de mayo de 1990        |
| Reino Unido Irlanda          | Viernes 23 de noviembre de 1990 |
| República Checa · Eslovaquia | Jueves 4 de junio de 1992       |
| República Dominicana         | Jueves 5 de julio de 1990       |
| Singapur                     | Jueves 17 de mayo de 1990       |
| Sudáfrica                    | Viernes 27 de julio de 1990     |
| Suecia                       | Viernes 7 de diciembre de 1990  |
| Suiza                        | Viernes 7 de diciembre de 1990  |
| Tailandia                    | Sábado 6 de octubre de 1990     |
| Taiwán                       | Sábado 29 de septiembre de 1990 |
| Turquía                      | Viernes 25 de enero de 1991     |
| Uruguay                      | Jueves 7 de febrero de 1991     |
| Venezuela                    | Miércoles 25 de julio de 1990   |

## Secuelas
- Las Tortugas Ninja II (1991)
- Las tortugas ninja III (1993)

### Reinicio
El miércoles 14 de marzo de 2012, Paramount Pictures anunció una nueva versión de la película de 1990, que fue estrenada en agosto de 2014 con el nombre de Tortugas Ninja. Esta película tuvo a su vez una secuela estrenada en 2016 llamada Teenage Mutant Ninja Turtles: Out of the Shadows.